# Islanda ai Giochi della XI Olimpiade
L'Islanda partecipò ai Giochi della XI Olimpiade, svoltisi a Berlino, Germania, dal 1º al 16 agosto 1936, con una delegazione di 12 atleti impegnati in due discipline.

## Risultati

### Pallanuoto
| Atleta | Classifica |                    |
| --- | --- | ------------------ |
| V · D · M Nazionale maschile islandese di pallanuoto · Giochi olimpici - Berlino 1936 J. Guðmundsson · Þ. Guðmundsson · Halldórsson · Hjálmarsson · J. Jónsson · S. Jónsson · Pálsson · Þórðarson · Einarsson · Sigurjónsson · Snæland · CT : - | 9° |                    |
| Nazionale maschile islandese di pallanuoto · Giochi olimpici - Berlino 1936 | |                    |
| J. Guðmundsson · Þ. Guðmundsson · Halldórsson · Hjálmarsson · J. Jónsson · S. Jónsson · Pálsson · Þórðarson · Einarsson · Sigurjónsson · Snæland · CT: -                                                                                        | J. Guðmundsson · Þ. Guðmundsson · Halldórsson · Hjálmarsson · J. Jónsson · S. Jónsson · Pálsson · Þórðarson · Einarsson · Sigurjónsson · Snæland · CT: - | Islanda (bandiera) |